# Saison 2 de Chicago Med
Chronologie
Saison 1 Saison 3
Cet article présente le guide des épisodes de la deuxième saison de la série télévisée américaine Chicago Med.

## Généralités
- Aux États-Unis, elle a été diffusée du 22 septembre 2016 au 11 mai 2017 sur le réseau NBC.
- Au Canada, la saison automnale a été diffusée 24 heures en avance sur le réseau Global afin de prioriser la diffusion en simultané de la série Pitch avec le réseau Fox. Par la suite, elle est diffusée en simultané.

## Distribution

### Acteurs principaux
- S. Epatha Merkerson (VF : Virginie Emane) : Sharon Goodwin, la directrice du Chicago Medical Center
- Oliver Platt (VF : Yann Guillemot) : Dr Daniel Charles, chef de psychiatrie
- Nick Gehlfuss (VF : Didier Cherbuy) : Dr William « Will » Halstead, chirurgien et frère du lieutenant Jay Halstead
- Yaya DaCosta (VF : Stéphanie Hédin) : April Sexton, une infirmière
- Colin Donnell (VF : Olivier Chauvel) : Dr Connor Rhodes, un chirurgien traumatologiste/cardiothoracique
- Brian Tee (VF : Sylvain Agaësse) : Dr Ethan Choi, urgentiste, un ancien médecin de l'Armée
- Torrey DeVitto (VF : Véronique Desmadryl) : Dr Natalie Manning, une pédiatre
- Rachel DiPillo (VF : Delphine Rivière) : Dr Sarah Reese, une stagiaire d'urgence, qui sort juste de l'école de médecine
- Marlyne Barrett (VF : Emmanuelle Rivière) : Maggie Lockwood, chef des infirmières des urgences

### Acteurs récurrents et invités
- Brennan Brown (VF : Bruno Dubernat) : Dr Sam Abrams, un neurochirurgien
- Peter Mark Kendall (VF : Yann Peira) : Joey, un technicien de laboratoire
- D. W. Moffett : Cornelius Rhodes, le père du Dr Connor Rhodes
- Annie Potts : Helen Manning, la belle-mère, par alliance, du Dr Natalie Manning
- Patti Murin : Dr Nina Shore, une pathologiste
- Susie Abromeit : Zoe Roth, une représentante pharmaceutique
- Ato Essandoh : Dr Isidore Latham[1]
- Mekia Cox : Dr Robyn Charles, fille du Dr Daniel Charles[2]
- Betty Buckley : Olga Barlow[3]
- Eddie Jemison : Chief of Emergency Medicine[4]
- Louis Herthum : père de Dr Will Halstead et du détective Jay Halstead de Chicago P.D.[5]
- La distribution de Chicago Fire.
- La distribution de Chicago PD.

## Épisodes

### Épisode 1:La Médecine de l'âme
- États-Unis /  Canada : 22 septembre 2016 sur NBC[6] / Global[7]
- Québec : 31 août 2017 sur Max[8]
- Belgique : 8 septembre 2017 sur RTL-TVI
- Suisse : 22 octobre 2017 sur RTS Un
- France : 18 avril 2018 sur TF1

- États-Unis : 7,02 millions de téléspectateurs[9] (première diffusion)

### Épisode 2:Cruels dilemmes
- Canada : 28 septembre 2016 sur Global
- États-Unis : 29 septembre 2016 sur NBC
- Québec : 7 septembre 2017 sur Max
- Belgique : 8 septembre 2017 sur RTL-TVI
- Suisse : 29 octobre 2017 sur RTS Un
- France : 18 avril 2018 sur TF1

- États-Unis : 6,79 millions de téléspectateurs[10] (première diffusion)

### Épisode 3:À première vue
- Canada : 5 octobre 2016 sur Global
- États-Unis : 6 octobre 2016 sur NBC
- Québec : 14 septembre 2017 sur Max
- Belgique : 15 septembre 2017 sur RTL-TVI
- Suisse : 29 octobre 2017 sur RTS Un
- France : 25 avril 2018 sur TF1

- États-Unis : 6,99 millions de téléspectateurs[11] (première diffusion)
- Canada : 1,051 million de téléspectateurs[12] (première diffusion + différé 7 jours)

### Épisode 4:Danger biologique
- Canada : 12 octobre 2016 sur Global
- États-Unis : 13 octobre 2016 sur NBC
- Belgique : 15 septembre 2017 sur RTL-TVI
- Québec : 21 septembre 2017 sur Max
- France : 25 avril 2018 sur TF1

- États-Unis : 6,83 millions de téléspectateurs[13] (première diffusion)

### Épisode 5:Mesures extrêmes
- États-Unis /  Canada : 20 octobre 2016 sur NBC / Global
- Belgique : 22 septembre 2017 sur RTL-TVI
- Québec : 28 septembre 2017 sur Max
- France : 2 mai 2018 sur TF1

- États-Unis : 6,70 millions de téléspectateurs[14] (première diffusion)
- Canada : 1,149 million de téléspectateurs[15] (première diffusion + différé 7 jours)

### Épisode 6:Les Petits génies
- Canada : 26 octobre 2016 sur Global
- États-Unis : 27 octobre 2016 sur NBC
- Belgique : 22 septembre 2017 sur RTL-TVI
- Québec : 5 octobre 2017 sur Max
- France : 2 mai 2018 sur TF1

- États-Unis : 7,11 millions de téléspectateurs[16] (première diffusion)

### Épisode 7:Premier amour
- Canada : 2 novembre 2016 sur Global
- États-Unis : 3 novembre 2016 sur NBC
- Belgique : 29 septembre 2017 sur RTL-TVI
- France : 9 mai 2018 sur TF1

- États-Unis : 6,83 millions de téléspectateurs[17] (première diffusion)

### Épisode 8:Libre arbitre
- Canada : 9 novembre 2016 sur Global
- États-Unis : 10 novembre 2016 sur NBC
- Belgique : 29 septembre 2017 sur RTL-TVI
- France : 9 mai 2018 sur TF1

- États-Unis : 6,71 millions de téléspectateurs[18] (première diffusion)
- Canada : 1,033 million de téléspectateurs[19] (première diffusion + différé 7 jours)

### Épisode 9:Le Dernier combat
- États-Unis /  Canada : 5 janvier 2017 sur NBC / Global
- Belgique : 6 octobre 2017 sur RTL-TVI
- France : 16 mai 2018 sur TF1

- États-Unis : 6,23 millions de téléspectateurs[20] (première diffusion)
- Canada : 964 000 téléspectateurs[21] (première diffusion + différé 7 jours)

### Épisode 10:Rechute
- États-Unis /  Canada : 12 janvier 2017 sur NBC / Global
- Belgique : 6 octobre 2017 sur RTL-TVI
- France : 16 mai 2018 sur TF1

- États-Unis : 6,87 millions de téléspectateurs[22] (première diffusion)
- Canada : 1,175 million de téléspectateurs[23] (première diffusion + différé 7 jours)

### Épisode 11:Équipe de nuit
- États-Unis /  Canada : 19 janvier 2017 sur NBC / Global
- Belgique : 13 octobre 2017 sur RTL-TVI
- France : 23 mai 2018 sur TF1

- États-Unis : 6,41 millions de téléspectateurs[24] (première diffusion)
- Canada : 1,103 million de téléspectateurs[25] (première diffusion + différé 7 jours)

La nuit est longue pour l'équipe de nuit à l'hôpital et plus particulièrement pour le docteur Reese qui doit annoncer le décès de plusieurs parents à leur famille. April est appelée à reprendre le travail, ce qui n'est pas sans inquiéter Tate, qui lui demande de ralentir le rythme...

### Épisode 12:Effet miroir
- États-Unis /  Canada : 2 février 2017 sur NBC / Global
- Belgique : 13 octobre 2017 sur RTL-TVI
- France : 23 mai 2018 sur TF1

- États-Unis : 6,3 millions de téléspectateurs[26] (première diffusion)
- Canada : 1,055 million de téléspectateurs[27] (première diffusion + différé 7 jours)

### Épisode 13:Être et rester soi-même
- États-Unis /  Canada : 9 février 2017 sur NBC / Global
- Belgique : 20 octobre 2017 sur RTL-TVI
- France : 30 mai 2018 sur TF1

- États-Unis : 6,07 millions de téléspectateurs[28] (première diffusion)
- Canada : 1,202 million de téléspectateurs[29] (première diffusion + différé 7 jours)

### Épisode 14:Jour de neige
- États-Unis /  Canada : 16 février 2017 sur NBC / Global
- Belgique : 20 octobre 2017 sur RTL-TVI
- France : 30 mai 2018 sur TF1

- États-Unis : 6,1 millions de téléspectateurs[30] (première diffusion)
- Canada : 1,226 million de téléspectateurs[31] (première diffusion + différé 7 jours)

### Épisode 15:Héros malgré lui
- États-Unis /  Canada : 2 mars 2017 sur NBC / Global
- Belgique : 27 octobre 2017 sur RTL-TVI
- France : 6 juin 2018 sur TF1

- États-Unis : 8,82 millions de téléspectateurs[32] (première diffusion)
- Canada : 1,205 million de téléspectateurs[33] (première diffusion + différé 7 jours)

### Épisode 16:Prisonnier de son corps
- États-Unis /  Canada : 9 mars 2017 sur NBC / Global
- Belgique : 27 octobre 2017 sur RTL-TVI
- France : 6 juin 2018 sur TF1

- États-Unis : 6,29 millions de téléspectateurs[34] (première diffusion)
- Canada : 1,097 million de téléspectateurs[35] (première diffusion + différé 7 jours)

### Épisode 17:Jour de deuil
- États-Unis /  Canada : 16 mars 2017 sur NBC / Global
- Belgique : 3 novembre 2017 sur RTL-TVI
- France : 13 juin 2018 sur TF1

- États-Unis : 7,35 millions de téléspectateurs[36] (première diffusion)
- Canada : 1,193 million de téléspectateurs[37] (première diffusion + différé 7 jours)

### Épisode 18:Dire adieu
- États-Unis /  Canada : 30 mars 2017 sur NBC / Global
- Belgique : 3 novembre 2017 sur RTL-TVI
- France : 13 juin 2018 sur TF1

- États-Unis : 6,01 millions de téléspectateurs[38] (première diffusion)
- Canada : 1,126 million de téléspectateurs[39] (première diffusion + différé 7 jours)

### Épisode 19:Piratage
- États-Unis /  Canada : 6 avril 2017 sur NBC / Global
- Belgique : 10 novembre 2017 sur RTL-TVI
- France : 13 mars 2019 sur TF1

- États-Unis : 5,68 millions de téléspectateurs[40] (première diffusion)
- Canada : 1,078 million de téléspectateurs[41] (première diffusion + différé 7 jours)

### Épisode 20:Pulsions coupables
- États-Unis /  Canada : 13 avril 2017 sur NBC / Global
- Belgique : 10 novembre 2017 sur RTL-TVI
- France : 13 mars 2019 sur TF1

- États-Unis : 6,16 millions de téléspectateurs[42] (première diffusion)
- Canada : 1,119 million de téléspectateurs[43] (première diffusion + différé 7 jours)

- Jesse Lee Soffier : Inspecteur Jay Halstead

### Épisode 21:Sauvez-nous!
- États-Unis /  Canada : 27 avril 2017 sur NBC / Global
- Belgique : 17 novembre 2017 sur RTL-TVI
- France : 20 mars 2019 sur TF1

- États-Unis : 6,04 millions de téléspectateurs[44] (première diffusion)
- Canada : 1,114 million de téléspectateurs[45] (première diffusion + différé 7 jours)

- Jesse Lee Soffier : Inspecteur Jay Halstead

### Épisode 22:Maître de sa propre chance
- États-Unis /  Canada : 4 mai 2017 sur NBC / Global
- Belgique : 17 novembre 2017 sur RTL-TVI
- France : 20 mars 2019 sur TF1

- États-Unis : 6,4 millions de téléspectateurs[46] (première diffusion)
- Canada : 1,119 million de téléspectateurs[47] (première diffusion + différé 7 jours)

- Jesse Lee Soffier : Inspecteur Jay Halstead

### Épisode 23:Comme une évidence
- États-Unis /  Canada : 11 mai 2017 sur NBC / Global
- Belgique : 17 novembre 2017 sur RTL-TVI
- France : 27 mars 2019 sur TF1

- États-Unis : 7,01 millions de téléspectateurs[48] (première diffusion)
- Canada : 1,398 million de téléspectateurs[49] (première diffusion + différé 7 jours)

- Jesse Lee Soffier : Inspecteur Jay Halstead